# Vieno Johannes Sukselainen
Vieno Johannes Sukselainen (Paimio, 12 ottobre 1906 – Lohja, 6 aprile 1995) è stato un politico finlandese, membro del Partito di Centro Finlandese.
Fu due volte primo ministro (nel 1957 e dal 1959 al 1961) e quattro volte presidente del parlamento (1956-1957, 1958, 1968-1969, 1972-1975)